# 가객
가객(歌客)은 한국의 전통 가악 중 가곡, 가사, 시조를 직접 창작하거나 부르는 것을 직업으로 삼았던 사람.

## 대표적인 가객
《해동가요》를 편찬한 김수장,《청구영언》을 편찬한 김천택, 시조 창법을 개발한 이세춘,《가곡원류》를 편찬한 박효관, 안민영 등이 대표적인 가객이다.

## 같이 보기
- 한국음악